# Natura 2000-område nr. 118 Søer ved Tårup og Klintholm
Natura 2000-område nr. 118 Søer ved Tårup og Klintholm består af to små områder med et samlet areal på 36 hektar. Området, der ligger ligger på Østfyn, ud til Storebælt, mellem Nyborg og Svendborg, nord for Lundeborg består af to adskilte dele. 

## Områdebeskrivelse
Det nordlige område er en campingplads med fem vandhuller ved Tårup Strand, og ligger i Nyborg Kommune.  Her blev Tårup Lergrav der ligger på  Tårup Strand Camping fredet i 1969 i et forsøg på at sikre levesteder for Klokkefrøen.  Den er dog ikke hørt på stedet i de senere år (55°14′13.39″N 10°48′33.31″Ø / 55.2370528°N 10.8092528°Ø).
Det andet område er et tidligere kalkbrud, Klintholm Kalkgrave, og her er i alt godt 20 søer og vandhuller.  Det er det eneste sted på Fyn hvor danienkalken kommer helt op i jordoverfladen. Kalkgravningen har efterladt en række rene og kalkrige søer med undervandsvegetation, herunder kransnålalger. Hovedformålet med planen  søerne i området sikres god vandkvalitet og  at de to delområder kommer til, hver for sig at bestå af sammenhængende naturarealer, der tilsammen fungerer som kerneområde for den østfynske bestand af klokkefrø og stor vandsalamander, og udgør en spredningskilde for de pågældende arter til de omgivende arealer. Området er levested for  hovedparten af den østfynske bestand af klokkefrø. Der yngler også Stor vandsalamander, spidssnudet frø og strandtudse i vandhullerne, ligesom området er ynglested for rødrygget tornskade samt vandfugle tilknyttet søerne.Området er et kalkoverdrev med en artsrig
vegetation, men  afgrænses mod vest af et stort affaldsdepot, som modtager
affald fra 7 kommuner og Kommunekemi.
Natura 2000-området består af Habitatområde nr. H102 og
ligger i   Vandområdedistrikt Jylland og Fyn og Vandområdedistrikt Sjælland i vandplanopland Vandplan 1.14 Storebælt.  og  Vandplan 1.15 Det Sydfynske Øhav 

## Eksterne kilder og henvisninger
1. ↑  Om fredningen på fredninger.dk hentet 19. maj 2018
2. ↑  "Vandplan 1.14 Storebælt" (PDF). Arkiveret fra originalen (PDF) 1. december 2017. Hentet 19. maj 2018.
3. ↑  Vandplan 1.15 Det Sydfynske Øhav Arkiveret 20. maj 2018 hos  Wayback Machine mst.dk

- Kort over området på miljoegis.mim.dk
- Naturplanen Arkiveret 20. maj 2018 hos  Wayback Machine
- Basisanalysen 2016-21 Arkiveret 20. maj 2018 hos  Wayback Machine
- Søer ved Tårup og Klintholm Arkiveret 20. maj 2018 hos  Wayback Machine    på nyborg.dk